# Kalidia
I Kalidia sono stati un gruppo musicale heavy-metal italiano attivo dal 2010 al 2023.

## Storia
La band è nata nel 2010. Originaria di Lucca, fonde insieme il nome della dea Kalì e della regione storica della Lidia. La cantante Nicoletta Rosellini è anche l'autrice dei testi. La musica, nella maggior parte dei casi, è invece del chitarrista Federico Paolini.
Nel 2012 la band pubblica il primo EP, intitolato Dance of the Four Winds, mentre il primo album (autoprodotto) esce nel 2014: Lies' Device.
Dopo aver ottenuto un contratto discografico con la Inner Wound Recordings esce nel 2018 il secondo album intitolato The Frozen Throne, ispirato a Lich King di Warcraft. Dal brano The Frozen Throne è stato anche prodotto un video, che ottiene diversi milioni di visualizzazioni su YouTube. Un altro video è tratto dal singolo Circe's Spell dello stesso album. All'uscita dell'album segue un tour europeo. Nel 2021 la casa Inner Wound Recordings produce una nuova edizione del primo album Lies' Device.

### Lo scioglimento
Il 23 marzo 2023 la band rilascia un comunicato in cui annuncia il proprio scioglimento.

## Formazione
- Nicoletta Rosellini – voce (2010-2023)
- Federico Paolini – compositore principale e chitarra (2010-2023)
- Roberto Donati – basso (2012-2023)
- Dario Gozzi – batteria (2016-2023)

### Ex membri
- Alessandro Cecchini  - batteria (2010-2014)

- Nicola Azzola - tastiere (2010-2016)
- Gabriele Basile - batteria (2014-2015)

## Discografia

### Album
- The Frozen Throne (2018)
- Lies' Device (2014)

### EPs
- Dance of the Four Winds (2012)